# Biotopo Paludèl
Il Biotopo Paludèl (in lingua tedesca Adlermösl) è un'area naturale protetta che si trova nel territorio comunale di Salorno in Alto Adige istituita nel 1986.
Occupa una superficie di 5,29 ha nella provincia autonoma di Bolzano.

## Fauna
La fauna è la tipica fauna delle zone umide, si possono osservare il Cormorano, Germano reale, Tuffetto, Migliarino di palude.

## Collegamenti esterni

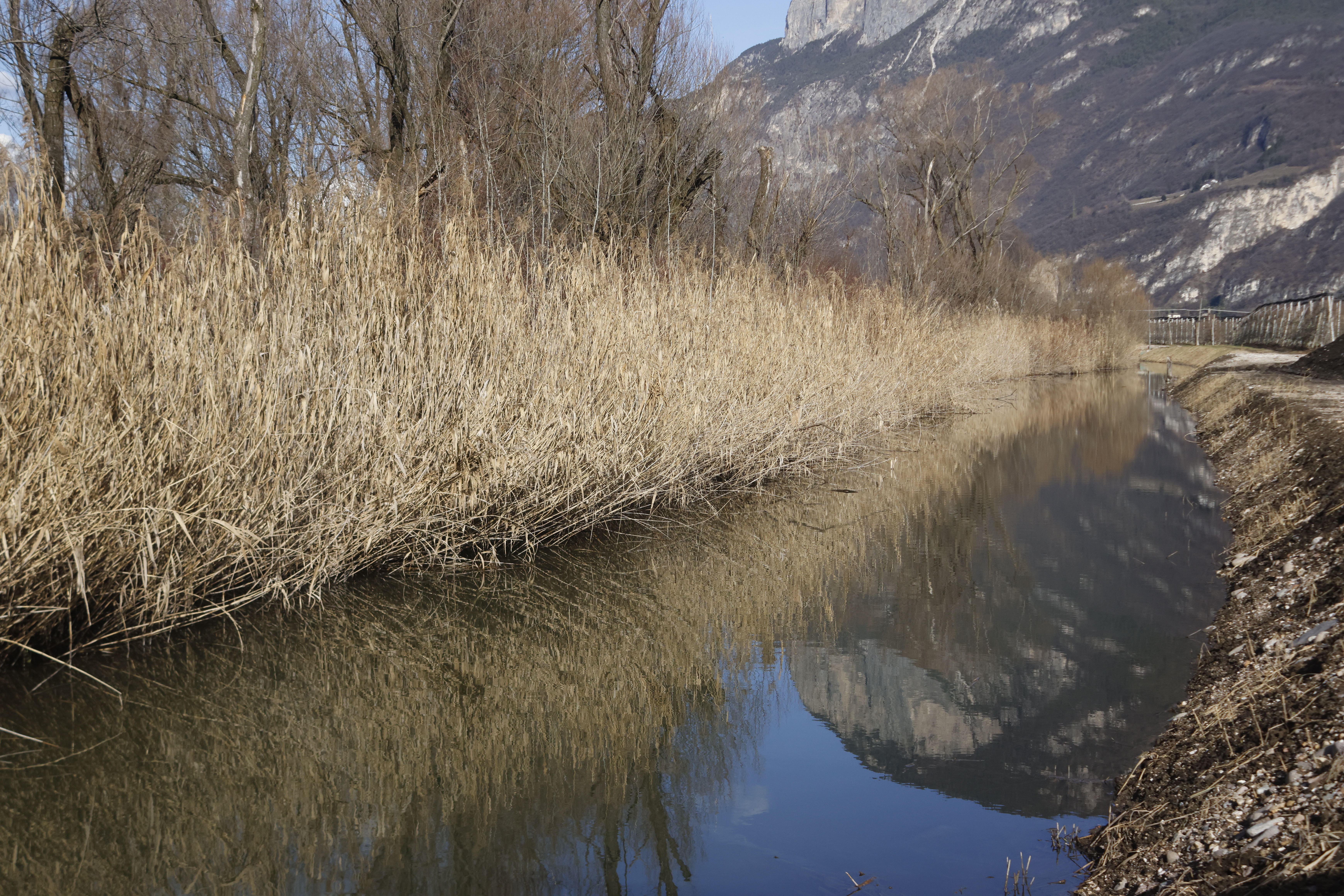
biotopo Paludel